# Out for Blood (álbum de Lita Ford)
| Críticas profissionais | Críticas profissionais |
| Avaliações da crítica  | Avaliações da crítica  |
| Fonte                  | Avaliação              |
| ---------------------- | ---------------------- |
| Kerrang!               | (mixed)                |

Out for Blood é o álbum de estreia da carreira solo da roqueira britânica Lita Ford.
O álbum foi lançado em Abril de 1983, com o selo PolyGram.

## Faixas
1. "Out for Blood" (Lita Ford, Neil Merryweather) – 2:56
2. "Stay with Me Baby" (Ford) – 4:31
3. "Just a Feeling" (Ford) – 4:41
4. "Ready, Willing and Able" (Ford, Merryweather) – 2:59
5. "Die for Me Only (Black Widow)" (Ford, Merryweather) – 3:05
6. "Rock 'n' Roll Made Me What I Am Today" (Pete Heimlich) – 2:53
7. "If You Can't Live with It" (Ford) – 4:20
8. "On the Run" (Ford, Merryweather) – 2:50
9. "Any Way That You Want Me" (Chip Taylor) – 3:36
10. "I Can't Stand It" (Ford) – 3:28

### Músicos
- Lita Ford - guitarras, vocais
- Neil Merryweather - baixo, vocais-harmônicos, back-vocals, produção, mixing
- Dusty Watson - baterias, back-vocals